# Uzo Aduba
Uzoamaka Nwanneka Aduba, detta Uzo (Boston, 10 febbraio 1981), è un'attrice e doppiatrice statunitense di origini nigeriane.
È nota principalmente per il ruolo di Suzanne "Occhi Pazzi" Warren nell'acclamata serie televisiva Orange Is the New Black (2013-2019), per cui ha vinto due Premi Emmy e cinque Screen Actors Guild Awards e ricevuto inoltre due candidature ai Golden Globe.

## Biografia
Aduba è nata a Boston da genitori nigeriani. È cresciuta a Medfield, Massachusetts, diplomandosi al Medfield High School nel 1999. Ha frequentato poi la Boston University, dove ha studiato canto e atletica leggera. La stessa Aduba ha definito la sua famiglia una "famiglia sportiva": suo fratello minore, Oby, ha giocato a hockey alla Boston University Amherst per poi giocare da professionista per sei stagioni.

## Carriera

### Gli esordi
Aduba ha ottenuto per la prima volta un riconoscimento per la sua recitazione nel 2003, quando la sua interpretazione in Translations of Xhosa all'Olney Theatre Center for the Arts le è valsa una candidatura all'Helen Hayes Award come miglior attrice non protagonista in una commedia. Aduba ha interpretato il personaggio Amphiarus nel 2006 al New York Theatre Workshop e di nuovo nel 2008 al La Jolla Playhouse. Nel 2007, ha fatto il suo debutto a Broadway, interpretando Toby nell'adattamento di Coram boy di Helen Edmundson all'Imperial Theatre. Dal 2011 al 2012, ha cantato "By My Side" come parte del cast originale revival di Godspell al Circle in the Square Theatre. La sua prima apparizione televisiva è stata come infermiera in Blue Bloods nel 2012.
Ha anche interpretato un ruolo secondario nel musical "Venice" al Public Theatre di New York.

## Filmografia

### Attrice

#### Cinema
- Alvin Superstar - Nessuno ci può fermare (Alvin and the Chipmunks: The Road Chip), regia di Walt Becker (2015)
- Tallulah, regia di Sian Heder (2016)
- American Pastoral, regia di Ewan McGregor (2016)
- Dolci scelte (Candy Jar), regia di Ben Shelton (2018)
- Beats, regia di Chris Robinson (2019)

#### Televisione
- Blue Bloods – serie TV, episodio 3x07 (2012)
- Orange Is the New Black – serie TV, 75 episodi (2013-2019)
- Saturday Night Live, episodio 40x06 (2014)
- Comedy Bang! Bang! – serie TV, 1 episodio (2015)
- The Wiz Live! – speciale TV (2015)
- Mrs. America – miniserie TV, 9 puntate (2020)
- Assolo (Solos) – miniserie TV, 1 puntata (2021)
- In Treatment – serie TV (2021)
- Painkiller – miniserie TV, 6 puntate (2023)
- The Residence – miniserie TV, 8 puntate (2025)

### Doppiatrice
- Steven Universe – serie animata, 9 episodi (2016-2019)
- My Little Pony - Il film (My Little Pony: The Movie), regia di Jayson Thiessen (2017)
- 3 in mezzo a noi (3Below) – serie animata, 11 episodi (2018-2019)
- Steven Universe: il film (Steven Universe: The Movie), regia di Rebecca Sugar – film TV (2019)
- Steven Universe Future – serie animata, episodio 1x12 (2020)
- Lightyear - La vera storia di Buzz (Lightyear), regia di Angus MacLane (2022)

## Teatro
- Translations of Xhosa, di Kira Lalas, regia di Karen Michelle Stanley. Olney Theater Center di Olney (2003)
- Abyssinia, libretto e colonna sonora di Ted Kociolek e James Racheff, regia di Stafford Arima.Shubert Theatre di Boston, Goodspeed Opera di East Haddam (2005)
- Godspell, libretto di John-Michael Tebelak, colonna sonora di Stephen Schwartz, regia di Daniel Goldstein. Paper Mill Playhouse di Millburn (2006)
- The Seven, di Will Power, regia di Jo Bonney, coreografie Bill T. Jones. New York Theater Workshop dell'Off-Broadway (2006), La Jolla Playhouse di La Jolla (2007)
- Coram Boy, di Helen Edmundson, regia di Melly Still. Imperial Theatre di Broadway (2007)
- Dessa Rose, libretto di Lynn Ahrens, colonna sonora di Stephen Flaherty, regia di Rick Lombardo. Arsenal Center di Watertown (2008)
- Godspell, libretto di John-Michael Tebelak, colonna sonora di Stephen Schwartz, regia di Jen Bender. The Muny di St. Louis (2009)
- Eclipsed, di Danai Gurira. Wooly Mammoth Theatre Company di Washington (2009)
- A Civil War Christmas, di Paula Vogel, regia di Jessica Thebus. Boston University Theatre di Boston (2009)
- Venice - A New Musical, libretto e regia di Eric Rosen, colonna sonora di Matt Sax. Copaken Stage di Kansas City, Mark Taper Forum di Los Angeles (2010)
- We Are Here, di Tracy Thorne, regia di Sheryl Kaller. Powerhouse Theater di Piughkeepsie (2010)
- Prometheus Bound: A New Rock Musical, libretto di Steven Sater, colonna sonora di Serj Tankian, regia di Diane Paulus. Oberon di Cambridge (2011)
- Godspell, libretto di John-Michael Tebelak, colonna sonora di Stephen Schwartz, regia di Diane Goldstein. Circle in the Square Theatre di Broadway (2011)
- Venice - A New Musical, libretto e regia di Eric Rosen, colonna sonora di Matt Sax. Public Theater dell'Off-Broadway (2013)
- Le serve, di Jean Genet, regia di Jamie Lloyd. Trafalgar Theatre di Londra (2016)
- The Secret Life of Bee, libretto di Lynn Nottage, testi di Susan Birkenhead, colonna sonora di Duncan Sheik, regia di Sam Gold. Martel Theatre di Poughkeepsie (2017)
- Clyde's di Lynn Nottage, regia di Kate Whoriskey. Helen Hayes Theater di Broadway (2021)

## Riconoscimenti
- Golden Globe
  - 2015 – Candidatura alla miglior attrice non protagonista in una serie per Orange Is the New Black
  - 2016 – Candidatura alla miglior attrice non protagonista in una serie per Orange Is the New Black
  - 2022 – Candidatura alla miglior attrice in una serie drammatica per In Treatment
- Premio Emmy
  - 2014 – Miglior attrice ospite in una serie commedia per Orange Is the New Black
  - 2015 – Miglior attrice non protagonista in una serie drammatica per Orange Is the New Black
  - 2017 – Candidatura alla miglior attrice non protagonista in una serie drammatica per Orange Is the New Black
  - 2020 – Miglior attrice non protagonista in una miniserie o film TV per Mrs. America
  - 2021 – Candidatura per la miglior attrice in una serie drammatica per In Treatment
  - 2025 - Candidatura alla miglior attrice protagonista in una serie commedia per The Residence
- Screen Actors Guild Awards
  - 2015 – Miglior attrice in una serie commedia per Orange Is the New Black
  - 2015 – Miglior cast in una serie commedia per Orange Is the New Black
  - 2016 – Miglior attrice in una serie commedia per Orange Is the New Black
  - 2016 – Miglior cast in una serie commedia per Orange Is the New Black
  - 2017 – Miglior cast in una serie commedia per Orange Is the New Black
  - 2017 – Candidatura per la migliore attrice in una serie commedia per Orange Is the New Black
  - 2018 – Candidatura per la migliore attrice in una serie commedia per Orange Is the New Black
  - 2018 – Candidatura per il miglior cast in una serie commedia per Orange Is the New Black
- Critics' Choice Awards
  - 2014 – Miglior attrice guest in una serie commedia per Orange Is the New Black
  - 2021 – Miglior attrice non protagonista in una miniserie, serie limitata o film per la televisione per Mrs. America
- Satellite Awards
  - 2013 – Candidatura alla miglior attrice non protagonista in una serie, miniserie o film TV per Orange Is the New Black
- Tony Award
  - 2022 – Candidatura alla migliore attrice non protagonista in un'opera teatrale per Clyde's

## Doppiatrici italiane
Nelle versioni in italiano delle opere in cui ha recitato, Uzo Aduba è stata doppiata da:
- Laura Romano in American Pastoral, In Treatment
- Alessia Amendola in Mrs. America, The Residence
- Gemma Donati in Orange Is the New Black
- Laura Facchin in Tallulah
- Paola Del Bosco in Dolci scelte
- Guendalina Ward in Beasts
- Angela Brusa in Assolo
- Beatrice Caggiula in Painkiller

Da doppiatrice è sostituita da:
- Anna Cugini in Steven Universe, Steven Universe: il film, Steven Universe Future
- Ludovica Modugno in 3 in mezzo a noi
- Emanuela Rossi in My Little Pony - Il film
- Esther Elisha in Lightyear - La vera storia di Buzz